# 達斯汀·米利根
達斯汀·米利根（英語：Dustin Milligan；1985年7月28日—）是一位加拿大演員，出生在西北地方黃刀鎮。他最著名的作品是90210。除了電視劇外他也出演過多部電影。

## 外部連結
- 官方网站
- 達斯汀·米利根在互联网电影资料库（IMDb）上的資料（英文）
- 達斯汀·米利根的X（前Twitter）
- 達斯汀·米利根的Instagram帳戶